# هاري ليندغرين
هاري ليندغرين (بالإنجليزية: Harry Lindgren)‏ هو لغوي ورياضياتي أسترالي، ولد في 1912، وتوفي في 1992.